# اندثار الوقف
اندثار الوقف لم يذكر المؤرخون أن مؤسسة قدمت لمجتمعاتها خدمات متنوعة وبشكل طوعي، كما قدمته مؤسسة الوقف الإسلامي، ورغم الخدمات التي قدمتها، إلا أنها أبعدت عن أداء دورها وحجب عطاؤها، بعد مطلع القرن العشرين، فقد غاب دور الوقف وضاع واندثر، وضاعت أغلب أوقاف المسلمين، وانتقلت إلى أيد مسلمة وغير مسلمة.

## أسباب اندثار الوقف من داخل مؤسسة الوقف
1. إيجار الوقف مدة طويلة: كان بعض الواقفين يشترطون أن لا يؤجر الوقف أكثر من سنتين أو ثلاث، فيؤجر الناظر الوقف مدة طويلة، حيلة على شرط الواقف، وبطول المدة يخرج الوقف ويستولي عليه المستأجر، أو ورثته، يقول ابن القيم الجوزية" وكم ملك من الوقف بهذه الطرق، وخرج عن الوقفية بطول المدة، واستيلاء المستأجر فيها على الوقف هو وذريته، وورثته سنين بعد سنين، وكم فات البطون اللواحق من منفعة الوقف بالإيجار الطويل.[2]
2. الحيل في الإيجار: ومنها أن يدفع المستأجر مبلغا من المال معجلا، الغاية منه إعمار الوقف تسمى "خدمة" على أن يستأجره بأجرة مخفضة، ويستوفي دينه من الأجرة، ومنها أن يدفع المحتكر لجهة الوقف مبلغا معجلا يقارب قيمة الأرض، ومبلغا ضئيلا يدفعه سنويا، ويستأجر الأرض بتلك الأجرة الزهيدة لمدة طويلة جدا، ويصبح من حق المحتكر بيع وتوريث ووقف ما أنشأه.[3]
3. فقد الحجج أو سرقتها: ومما ساهم في اندثار الأوقاف وضياعها، تغيير مسميات ومعالم الأماكن الواردة في حجج بعض الأوقاف، فيجدها هؤلاء فرصة لاغتصاب هذه العقارات الموقوفة، وصعوبة الاستدلال على مكانها حسب المسميات الحديثة.[4][5]

## أسباب اندثار الوقف من خارج مؤسسات الوقف
1. توزيع بعض الحكام للوقف على أتباعهم: بعض الأمراء والسلاطين وزعوا بعض أراضي الوقف على أتباعهم لكسب ودهم مثلما فعل (جكم العرضي 810هـ)، الذي تسلطن بحلب والشام، وأخرج أوقاف الناس في الشام على جماعته، وكما فعل من بعده (الناصر فرج) الذي أخرج أوقاف الناس في البلاد الشامية.[6]
2. تبديد الوقف الذري ثم إلغاؤه: كان أكثر العمال، وأصحاب الأموال في عصور المصادرات، إذا غضب الملوك عليهم، أو ابعدوهم من مناصبهم، يخافون من مصادرة أموالهم، فيهربون إلى الوقف،[1] حتى قامت بعض الدول لمصر وسوريا ولبنان لاحقا، بإلغاء الوقف الأهلي أو الذري.[7]
3. إلغاء الوقف من بعض الدول: في عهد الدول العثمانية أحدثت بعض الإجراءات لتتماشى والأوضاع الجديدة، وأخضعت بعض أراضي الأوقاف لضريبة الخراج، ثم جاءت الحكومة التركية الحديثة فألغت الوقف، نتيجة ما طرأ عليه من الفساد والتلاعب، حتى امتد الإلغاء إلى الوقف الخيري.[8]